# Greg Davis (Eishockeyspieler)
Greg Davis (* 26. Juli 1979 in Calgary, Alberta) ist ein ehemaliger kanadischer Eishockeyspieler. Seine professionelle Eishockeykarriere umfasste die Jahre 2001 bis 2006. Seine Spielposition war die des Flügelspielers (engl. Winger) im Angriff.

## Leben und Karriere
Davis spielte Junioreneishockey in der Alberta Junior Hockey League (AJHL) bei den „Grizzlys“ aus Olds, bevor er die McGill University in Montreal besuchte. Dort spielte er für zwei Spielzeiten, von 1999 bis 2001, Hockey in der Canadian Interuniversity Athletics Union (CIAU) bei den „McGill Redmen“. Er machte 38 Tore und lieferte 39 Vorlagen, und erzielte 68 Punkte bei insgesamt 48 Strafminuten in 48 absolvierten Spielen.
Am 5. Mai 2001 wurde Davis als Free Agent bei den St. Louis Blues unter Vertrag genommen, einem Verein der nordamerikanischen National Hockey League (NHL). Er spielte fünf Spielzeiten lang professionelles Eishockey, darunter 111 Spiele in der American Hockey League (AHL) mit den Worcester IceCats. Davis beendete seine professionelle Eishockeykarriere nach der Saison 2005/06, die er bei den Cristal de Saint-Hyacinthe gespielt hatte; die zur Ligue Nord-Américaine de Hockey (LNAH) gehörende Eishockeymannschaft löste sich 2009 auf.